# Guitar Hero (computerspelserie)
Guitar Hero is een reeks van muziekspellen die ontwikkeld werd door Harmonix en gepubliceerd door RedOctane. Vanaf Guitar Hero III werd de ontwikkeling overgenomen door Neversoft en RedOctane, en voortaan gepubliceerd door Activision.
Bij het spel wordt een gitaarcontroller geleverd die aan te sluiten is op het platform; de gitaar gebruikt knoppen in plaats van snaren. Alle gitaarmodellen die worden geleverd bij de verschillende delen van Guitar Hero worden stuk voor stuk afgeleid van echte gitaren van de fabrikant Gibson. Vanaf Guitar Hero IV worden er naast gitaar ook nog drums en zang toegevoegd. Bij de Nintendo DS-versie wordt geen gitaarcontroller geleverd, maar een speciale gitaar-adapter die op de DS kan worden geklikt. Deze bevat dezelfde knoppen als de gitaarcontrollers voor de andere consoles en op het touchscreen van de DS(het onderste scherm) verschijnen tijdens het spelen virtuele snaren, de met de vingers "getokkeld" kunnen worden.

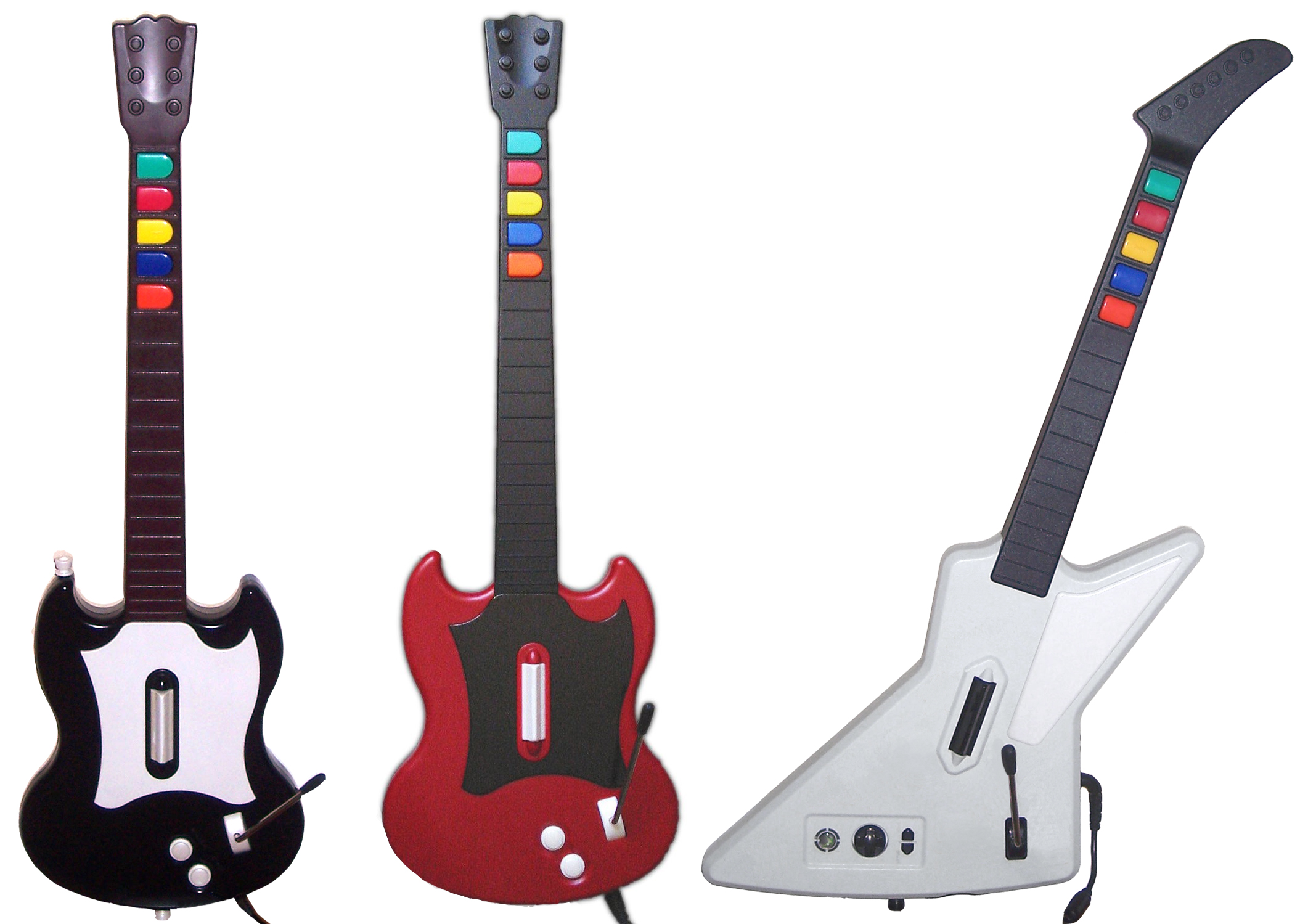
Gitaren van Guitar Hero van links naar rechts: gh1, gh2 (ps2) en gh2 (Xbox 360)

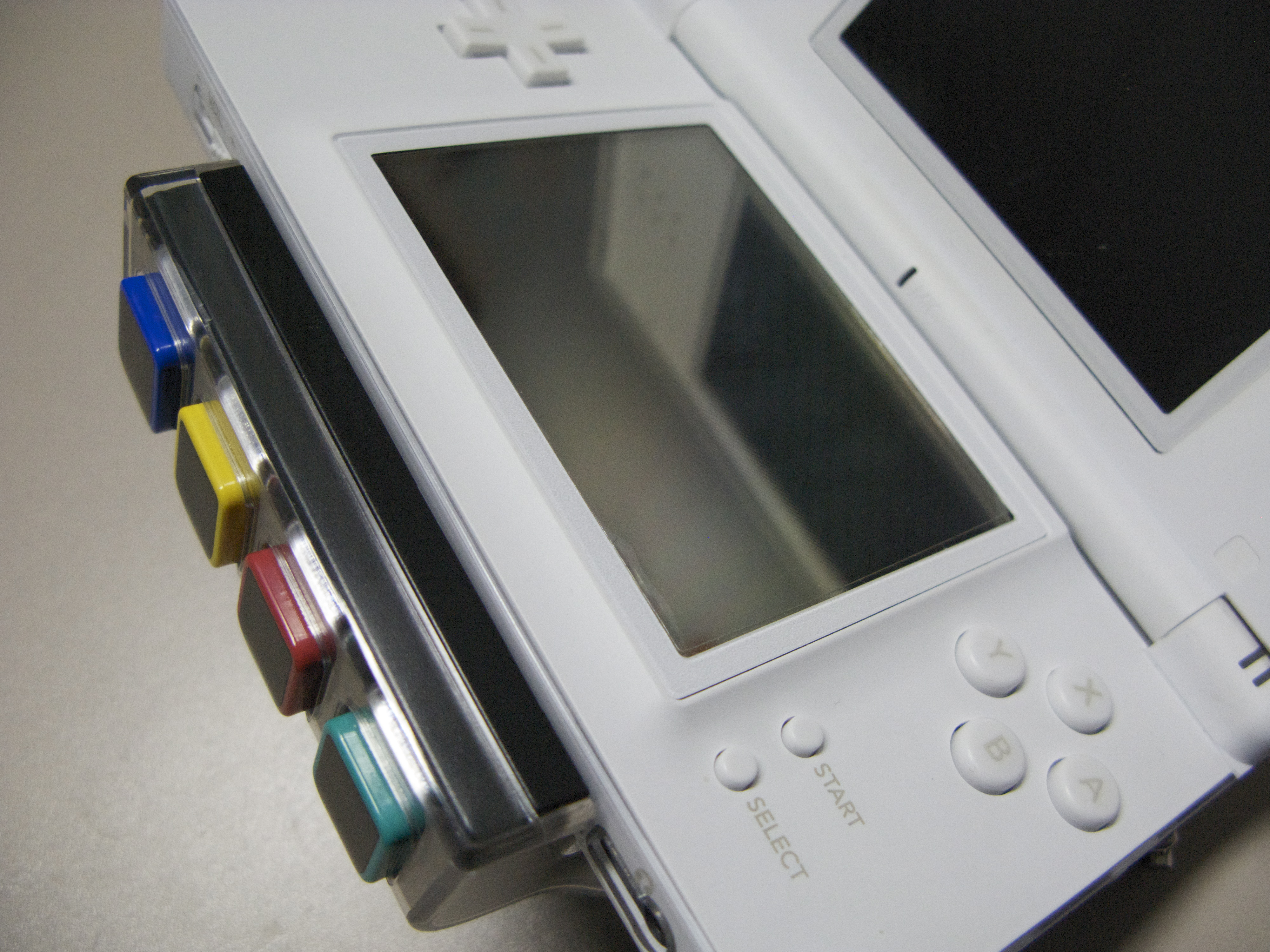
Guitar Hero op Nintendo DS.

## Spellen in de serie
- Guitar Hero (2006)
- Guitar Hero II (2006)
- Guitar Hero III: Legends of Rock (2007)
- Guitar Hero: World Tour (2008)
- Guitar Hero: Smash Hits (2009)
- Guitar Hero 5 (2009)
- Band Hero (2009)
- Guitar Hero: Warriors of Rock (2010)
- Guitar Hero Live (2015)

## Guitar Hero
Guitar Hero is het eerste deel in de Guitar Hero en alleen op PlayStation 2 verkrijgbaar.
Songlijst Guitar Hero:
- I Love Rock-'n-Roll - Joan Jett & The Blackhearts
- I Wanna Be Sedated - Ramones
- Thunder Kiss 65 - White Zombie
- Smoke on the Water - Deep Purple
- Infected - Bad Religion
- Iron Man - Black Sabbath
- More Than a Feeling - Boston
- You've Got Another Thing Comin' - Judas Priest
- Take Me Out - Franz Ferdinand
- Sharp Dressed Man - ZZ Top
- Killer Queen - Queen
- Hey You - The Exies
- Stellar - Incubus
- Heart Full of Black - Burning Brides
- Symphony of Destruction - Megadeth
- Ziggy Stardust - David Bowie
- Fat Lip - Sum 41
- Cochise - Audioslave
- Take It Off - The Donnas
- Unsung - Helmet
- Spanish Castle Magic - Jimi Hendrix
- Higher Ground - Red Hot Chili Peppers
- No One Knows - Queens of the Stone Age
- Ace of Spades - Motörhead
- Crossroads - Cream
- Godzilla - Blue Öyster Cult
- Texas Flood - Stevie Ray Vaughan
- Frankenstein - The Edgar Winter Group
- Cowboys From Hell - Pantera
- Bark at the Moon - Ozzy Osbourne
- Fire It Up - Black Label Society
- Cheat on the Church - Graveyard BBQ
- Caveman Rejoice - The Bags
- Eureka I've Found Love - Boston's Upper Crust
- All of This - Shaimus
- Behind the Mask - Anarchy Club
- The Breaking Wheel - Artillery
- Callout - The Acro-brats
- Decontrol - Drist
- Even Rats - The Slip
- Farewell Myth - Made in Mexico
- Fly on the Wall - Din
- Get Ready 2 Rokk - Freezepop
- Guitar Hero - Monkey Steals the Peach
- Hey - Honest Bob and the Factory-to-Dealer Incentives
- Sail Your Ship By - Count Zero
- Story of My Love - The Model Sons

## Guitar Hero II
Guitar Hero II is in november 2006 uitgekomen voor de PlayStation 2, en in april 2007 voor de Xbox 360.
Songlijst Guitar Hero II:
- Shout at the Devil - Mötley Crüe
- Mother - Danzig
- Surrender- Cheap Trick
- Woman- Wolfmother
- I'm Gonna Rock You Tonight - Spinal Tap
- Strutter - KISS
- Heart-Shaped Box- Nirvana
- Message in a Bottle - The Police
- You Really Got Me - Van Halen
- Carry on Wayward Son - Kansas
- Monkey Wrench - Foo Fighters
- Them Bones - Alice in Chains
- Search and Destroy - Iggy Pop and The Stooges
- Tattooed Love Boys - The Pretenders
- War Pigs - Black Sabbath
- Cherry Pie - Warrant
- Who Was in My Room Last Night? - Butthole Surfers
- Girlfriend - Matthew Sweet
- Can't You Hear Me Knocking - The Rolling Stones
- Sweet Child o' Mine- Guns N' Roses
- Killing in the Name- Rage Against the Machine
- John the Fisherman - Primus
- Freya - The Sword
- Bad Reputation - Thin Lizzy
- Last Child - Aerosmith
- Crazy on You - Heart
- Trippin' on a Hole in a Paper Heart - Stone Temple Pilots
- Rock This Town - Stray Cats
- Jessica - The Allman Brothers Band
- Stop! - Jane's Addiction
- Madhouse - Anthrax
- Carry Me Home - The Living End
- Laid to Rest - Lamb of God
- Psychobilly Freakout - The Reverend Horton Heat
- YYZ - Rush
- Beast and the Harlot- Avenged Sevenfold
- Institutionalized - Suicidal Tendencies
- Misirlou - Dick Dale
- Hangar 18 - Megadeth
- Free Bird - Lynyrd Skynyrd
- Arterial Black - Drist
- Collide - Anarchy Club
- Elephant Bones - That Handsome Devil
- Fall of Pangea - Valient Thorr
- FTK - Vagiant
- Gemini - Brian Kahanek
- Jordan - Buckethead
- Laughtrack - The Acro-brats
- Less Talk More Rokk - Freezepop
- The Light that Blinds - Shadows Fall
- Mr. Fix-it - The Amazing Royal Crowns
- The New Black - Every Time I Die
- One for the Road - Breaking Wheel
- Parasite - The Neighborhoods
- Push Push (Lady Lightning) - Bang Camaro
- Radium Eyes - Count Zero
- Raw Dog - The Last Vegas
- Red Lottery - Megasus
- Six - All That Remains
- Soy Bomb - Honest Bob and the Factory-to-Dealer Incentives
- Thunderhorse - Dethklok
- Trogdor - Strong Bad
- The X-Stream - Voivod
- Yes We Can - Made in Mexico
- Possum Kingdom - Toadies (alleen in Xbox 360 versie)
- Salvation - Rancid (alleen in Xbox 360 versie)
- Life Wasted - Pearl Jam (alleen in Xbox 360 versie)
- Billion Dollar Babies - Alice Cooper (alleen in Xbox 360 versie)
- Hush - Deep Purple (alleen in Xbox 360 versie)
- Rock-'n-Roll Hoochie Koo - Rick Derringer (alleen in Xbox 360 versie)
- Dead - My Chemical Romance (alleen in Xbox 360 versie)
- The Trooper - Iron Maiden (alleen in Xbox 360 versie)

Onofficiële nummers:
- Given Up - Linkin Park

## Guitar Hero Encore: Rocks the 80s
Guitar Hero Rocks the 80s is de eerste spin-off uitgebracht in eind 2007 voor de PlayStation 2.
Songlijst Guitar Hero Rocks the 80s
- Caught in a Mosh - Anthrax
- Balls to the Wall - Accept
- Electric Eye - Judas Priest
- Los Angeles - X
- Police Truck - Dead Kennedys
- We Got the Beat - The Go-Go's
- (I Think I’m) Turning Japanese - The Vapors
- Seventeen - Winger
- Because It’s Midnite - Limozeen
- Hold on Loosely - .38 special
- No One Like You - Scorpions
- Only a Lad - Oingo Boingo
- The Ballroom Blitz - Krokus
- The Warrior - Scandal
- What I Like About You - The Romantics
- Wrathchild - Iron Maiden
- I Wanna Rock - Twisted Sister
- I Ran - A Flock of Seagulls
- Round And Round - Ratt
- Metal Health - Quiet Riot
- Holy Diver - Dio
- Heat of the Moment - Asia
- Radar Love - White Lion
- 18 and Life - Skid Row
- Bathroom Wall - Faster Pussycat
- Lonely is the Night - Billy Squier
- Nothing But a Good Time - Poison
- Play With Me - Extreme
- Shakin - Eddie Money
- Synchronicity II - The Police

## Guitar Hero III: Legends of Rock
Guitar Hero III: Legends of Rock is op 23 november 2007 uitgekomen voor de Nintendo Wii, Xbox 360, PlayStation 2, PlayStation 3, PC en Mac. Het spel is ontwikkeld door Neversoft en RedOctane en gepubliceerd door Activision. Harmonix is niet meer betrokken bij het spel en produceert nu de concurrerende game, Rock Band. Het spel bevat online functies, een primeur voor de serie. De gitaren bij het spel zijn draadloos en deze keer gebaseerd op de Gibson Les Paul (PlayStation 3, Wii, Xbox 360) en de Kramer (PlayStation 2) en kunnen naar eigen wens worden aangepast door middel van 'faceplates'.
Songlijst Guitar Hero III: Legends of Rock
- Slow Ride - Foghat
- Talk Dirty to Me - Poison
- Hit Me With Your Best Shot - Pat Benatar
- Story of My Life - Social Distortion
- Rock-'n-Roll All Nite - Kiss
- Mississippi Queen - Mountain
- School's Out - Alice Cooper
- Sunshine of Your Love - Cream
- Barracuda - Heart
- Guitar Battle - Tom Morello
- Bulls on Parade - Rage Against the Machine
- When You Were Young - The Killers
- Miss Murder - AFI
- The Seeker - The Who
- Lay Down - Priestess
- Paint It Black - The Rolling Stones
- Paranoid - Black Sabbath
- Anarchy in the U.K. - Sex Pistols
- Kool Thing - Sonic Youth
- My Name is Jonas - Weezer
- Even Flow - Pearl Jam
- Holiday in Cambodia - Dead Kennedys
- Rock You Like a Hurricane - Scorpions
- Same Old Song and Dance - Aerosmith
- La Grange - ZZ Top
- Guitar Battle - Slash
- Welcome to the Jungle - Guns 'n Roses
- Black Magic Woman - Santana
- Cherub Rock - The Smashing Pumpkins
- Black Sunshine - White Zombie
- The Metal - Tenacious D
- Pride and Joy - Stevie Ray Vaughan
- Before I Forget - Slipknot
- Stricken - Disturbed
- Knights of Cydonia - Muse
- 3's and 7's - Queens of the Stone Age
- Cult of Personality - Living Colour
- Raining Blood - Slayer
- Cliffs of Dover - Eric Johnson
- One - Metallica
- Number of the Beast - Iron Maiden
- The Devil Went Down to Georgia - The Charlie Daniels Band

Bonustracks:
- Impulse - An Endless Sporadic
- Minus Celsius - Backyard Babies
- Go That Far - Bret Michaels Band
- Hier Kommt Alex - Die Toten Hosen
- Through the Fire and Flames - DragonForce
- F.C.P.R.E.M.I.X. - Fall of Troy
- In the Belly of a Shark - Gallows
- I'm in the Band - The Hellacopters
- Avalancha - Heroes del Silencio
- Take This Life - In Flames
- Ruby - Kaiser Chiefs
- My Curse - Killswitch Engage
- Down 'n Dirty - LA Slum Lords
- Closer - Lacuna Coil
- Metal Heavy Lady - Lions
- Mauvis Garcon - NAAST
- The Way It Ends - Protoype
- Generation Rock - Revolverheld
- Prayer of the Refugee - Rise Against
- In Love - Scouts of St. Sebastian
- Can't Be Saved = Senses Fail
- Don't Hold Back - The Sleeping
- She Bangs the Drums - The Stone Roses
- Radio Song - Superbus
- Nothing for Me Here - Dope

## Guitar Hero: Aerosmith
Guitar Hero: Aerosmith is eerste titel uit de reeks die zich op één band richt. Het spel was uitgebracht in eind 2008 voor de PlayStation 2, PlayStation 3, Xbox 360, Wii en de pc.
Songlijst Guitar Hero: Aerosmith
- All Day and All of the Night - The Kinks
- All the Young Dudes - Mott the Hoople
- Always on the Run - Lenny Kravitz feat. Slash
- Back in the Saddle - Aerosmith
- Beyond Beautiful - Aerosmith
- Bright Light Fright - Aerosmith
- Cat Scratch Fever - Ted Nugent
- Combination - Aerosmith
- Complete Control - The Clash
- Draw the Line - Aerosmith
- Dream On - Aerosmith
- Dream Police - Cheap Trick
- Hard to Handle - The Black Crowes
- I Hate Myself for Loving You - Joan Jett
- King of Rock - Run-D.M.C.
- Kings and Queens - Aerosmith
- Let the Music Do the Talking - Aerosmith
- Livin' on the Edge - Aerosmith
- Love in an Elevator - Aerosmith
- Make It - Aerosmith
- Mama Kin - Aerosmith
- Mercy - Joe Perry
- Movin' Out - Aerosmith
- No Surprize - Aerosmith
- Nobody's Fault - Aerosmith
- Pandora's Box - Aerosmith
- Personality Crisis - New York Dolls
- Pink - Aerosmith
- Rag Doll - Aerosmith
- Rats in the Cellar - Aerosmith
- Sex Type Thing - Stone Temple Pilots
- Shakin My Cage - Joe Perry
- She Sells Sanctuary - The Cult
- Sweet Emotion - Aerosmith
- Talk Talkin - Joe Perry
- Toys in the Attic - Aerosmith
- Train Kept A-Rollin - Aerosmith
- Walk This Way - Run-D.M.C. feat Aerosmith
- Walk This Way - Aerosmith

## Guitar Hero: On Tour
Guitar Hero: On Tour is een spel ontwikkeld exclusief voor de Nintendo DS door Vicarious Visions.
Songlijst Guitar Hero: On Tour
- Do What You Want - OK Go
- All the Small Things - Blink-182
- Anna Molly Incubus
- Are You Gonna Be My Girl Jet
- Breed - Nirvana
- Knock Me Down - Red Hot Chili Peppers
- Spiderwebs - No Doubt
- Stray Cat Strut - Stray Cats
- We're Not Gonna Take It Twisted Sister
- All Star - Smash Mouth
- This Love - Maroon 5
- I Don't Wanna Stop - Ozzy Osbourne
- I Know a Little - Lynyrd Skynyrd
- Youth Gone Wild - Skid Row
- Helicopter - Bloc Party
- Hit Me With Your Best Shot - Pat Benatar
- Pride And Joy - Stevie Ray Vaughan
- Rock And Roll All Nite - Kiss
- La Grange - ZZ Top
- Black Magic Woman - Santana
- What I Want - Daughtry
- China Grove - The Doobie Brothers
- Heaven - Los Lonely Boys
- Jesse's Girl - Rick Springfield
- Jet Airliner - Steve Miller Band

Bonusnummer
- I Am Not Your Gameboy - Freezepop

## Guitar Hero: World Tour
Guitar Hero: World Tour ook wel Guitar Hero IV genoemd is ontwikkeld door Neversoft en Redoctane uitgekomen in oktober 2008. In plaats van alleen gitaar heeft deze versie, in navolging van het populaire Rock Band, ook drums en zang.
Songlijst Guitar Hero: World Tour
- About a Girl (Unplugged Live) - Nirvana
- Aggro - The Enemy
- American Woman - The Guess Who
- Antisocial - Trust
- Are You Gonna Go My Way - Lenny Kravitz
- Assassin - Muse
- B.Y.O.B - System of a Down
- Band on the Run - Wings
- Beat It - Michael Jackson
- Beautiful Disaster - 311
- Crazy Train - Ozzy Osbourne
- Dammit - Blink-182
- Demolition Man (Live) - Sting
- Do It Again - Steely Dan
- Escuela de Calor - Radio Futura
- Everlong - Foo Fighters
- Eye of the Tiger - Survivor
- Feel the Pain - Dinosaur Jr.
- Float On - Modest Mouse
- Freak on a Leash - Korn
- Go Your Own Way - Fleetwood Mac
- Good God - Anouk
- Hail to the Freaks - Beatsteaks
- Heartbreaker - Pat Benatar
- Hey Man, Nice Shot - Filter
- Hollywood Nights - Bob Seger & The Silver Bullet Band
- Hot for Teacher - Van Halen
- Hotel California - Eagles
- The Joker - Steve Miller Band
- Kick Out the Jams - MC5's Wayne Kramer
- The Kill - 30 Seconds to Mars
- L'Via L'Viaquez - The Mars Volta
- La Bamba - Los Lobos
- Lazy Eye - Silversun Pickups
- Livin' on a Prayer - Bon Jovi
- Love Me Two Times - The Doors
- Love Removal Machine - The Cult
- Love Spreads - The Stone Roses
- The Middle - Jimmy Eat World
- Misery Business - Paramore
- Monsoon - Tokio Hotel
- Mountain Song - Jane's Addiction
- Mr. Crowley - Ozzy Osbourne
- Never Too Late - Answer the Answer
- No Sleep till Brooklyn - Beastie Boys featuring Kerry King
- Nuvole E Lenzuola - Negramaro
- Obstacle 1 - Interpol
- On the Road Again (Live) - Willie Nelson
- One Armed Scissor - At the Drive-In
- The One I Love - R.E.M.
- One Way or Another - Blondie
- Our Truth - Lacuna Coil
- Overkill - Motörhead
- Parabola - Tool
- Pretty Vacant - Sex Pistols
- Prisoner of Society - The Living End
- Pull Me Under - Dream Theater
- Purple Haze (Live) - The Jimi Hendrix Experience
- Ramblin' Man - The Allman Brothers Band
- Re-Education (Through Labor) - Rise Against
- Rebel Yell - Billy Idol
- Rooftops (A Liberation Broadcast) - Lostprophets
- Santería - Sublime
- Satch Boogie - Joe Satriani
- Schism - Tool
- Scream Aim Fire - Bullet for My Valentine
- Shiver - Coldplay
- Some Might Say - Oasis
- Soul Doubt - NOFX
- Spiderwebs - No Doubt
- Stillborn - Black Label Society
- Stranglehold - Ted Nugent
- Sweet Home Alabama (Live) - Lynyrd Skynyrd
- Ted Nugent Guitar Duel - Ted Nugent
- Today - The Smashing Pumpkins
- Too Much, Too Young, Too Fast - Airbourne
- Toy Boy - Stuck in the Sound
- Trapped Under Ice - Metallica
- Up Around the Bend - Creedence Clearwater Revival
- Vicarious - Tool
- VinterNoll2 - Kent
- Weapon of Choice - Black Rebel Motorcycle Club
- What I've Done - Linkin Park
- The Wind Cries Mary - The Jimi Hendrix Experience
- You're Gonna Say Yeah - HushPuppies
- Zakk Wylde Guitar Duel - Zakk Wylde

## Guitar Hero: Metallica
Naast Guitar Hero World Tour was Neversoft ook bezig met Guitar Hero: Metallica, de tweede titel uit de reeks die zich op één band richt. Het spel kwam uit op 29 maart 2009 voor de PlayStation 2, PlayStation 3, Wii en Xbox 360.

## Guitar Hero III mobile
Guitar Hero III mobile is de mobiele versie van Guitar Hero III: Legends of Rock uitgebracht in 2007.

## Guitar Hero On Tour: Decades
Guitar Hero On Tour: Decades is een spel voor de Nintendo DS en kwam uit op 16 november 2008.
Songlijst Guitar Hero On Tour: Decades
- Smooth Criminal - Alien Ant Farm
- Dirty Little Secret - The All-American Rejects
- No Rain - Blind Melon
- One Way Or Another - Blondie
- You Give Love a Bad Name - Bon Jovi
- Rock-'n-Roll Band - Boston
- I Believe in a Thing Called Love - The Darkness
- Free Ride - Edgar Winter Group
- The Take Over, The Breaks Over - Fall Out Boy
- The Pretender - Foo Fighters
- All Right Now - Free
- The Middle - Jimmy Eat World
- Satch Boogie - Joe Satriani
- Any Way You Want It - Journey
- Are You Gonna Go My Way - Lenny Kravitz
- One Step Closer - Linkin Park
- La Bamba - Los Lobos
- Sweet Home Alabama - Lynyrd Skynyrd
- Crushcrushcrush - Paramore
- We Are the Champions - Queen
- The One I Love - R.E.M.
- Can't Stop - Red Hot Chili Peppers
- I Can't Drive 55 - Sammy Hagar
- Remedy - Seether
- Tarantula - The Smashing Pumpkins
- Down - Stone Temple Pilots
- Volcano Girls - Veruca Salt
- Buddy Holly - Weezer
- Ready, set, go!- Tokio Hotel

## Guitar Hero Smash Hits - Guitar Hero Greatest Hits
Guitar Hero Smash Hits kwam voor het eerst uit op 16 Juni 2009 voor de PlayStation 2, PlayStation 3, Wii en Xbox 360. Het spel bevat een aantal populaire nummers uit een aantal vorige guitar hero-spellen.
Guitar Hero
- Blue Öyster Cult - “Godzilla”
- Boston - “More Than a Feeling”
- Deep Purple - “Smoke on the Water”
- Franz Ferdinand - “Take Me Out”
- Helmet - “Unsung (Live)”
- Incubus - “Stellar”
- Joan Jett & The Blackhearts - “I Love Rock N’ Roll”
- Ozzy Osbourne - “Bark at the Moon”
- Pantera - “Cowboys From Hell (Live)”
- Queen - “Killer Queen”
- Queens of the Stone Age - “No One Knows”
- The Donnas - “Take It Off”
- The Exies - “Hey You”
- White Zombie - “Thunder Kiss '65”

Guitar Hero II
- Alice in Chains - “Them Bones”
- Avenged Sevenfold - “Beast and the Harlot”
- Danzig - “Mother”
- Foo Fighters - “Monkey Wrench”
- Iron Maiden - “The Trooper”
- Jane’s Addiction - “Stop!”
- Kansas - “Carry on Wayward Son”
- Lamb of God - “Laid to Rest”
- Lynyrd Skynyrd - “Free Bird”
- Mötley Crüe- “Shout at the Devil”
- Nirvana - “Heart-Shaped Box”
- Rage Against the Machine - “Killing in the Name”
- Reverend Horton Heat - “Psychobilly Freakout”
- Rush - “YYZ”
- Stone Temple Pilots - “Trippin' on a Hole in a Paper Heart”
- The Police - “Message in a Bottle”
- The Sword - “Freya”
- Warrant - “Cherry Pie”
- Wolfmother - “Woman”

Guitar HeroRocks the 80s
- Anthrax - “Caught in a Mosh”
- Extreme - “Play With Me”
- Judas Priest - “Electric Eye”
- Poison - “Nothin' But a Good Time” *
- Ratt - “Round and Round”
- Twisted Sister - “I Wanna Rock”

Guitar Hero IIILegends of Rock
- AFI - “Miss Murder”
- DragonForce - “Through the Fire and Flames”
- Heart - “Barracuda”
- Kiss - “Rock And Roll All Nite”
- Living Colour - “Cult of Personality”
- Pat Benatar - “Hit Me With Your Best Shot”
- Priestess - “Lay Down”
- Slayer - “Raining Blood”

Guitar HeroAerosmith
- Aerosmith - “Back in the Saddle”

## Guitar Hero 5
Guitar Hero 5 kwam voor het eerst uit op 1 september 2009 in Amerika voor de PlayStation 2, PlayStation 3, Wii en Xbox 360. Nu is het mogelijk met 4 gitaren tegelijk te spelen als een gitaargroep. Er zijn meerdere opties vergeleken met voorgaande Guitar Hero-spellen.
Guitar Hero 5 bevat de volgende nummers:
- A Perfect Circle - ‘Judith’
- AFI - ‘Medicate’
- Attack! Attack! UK - ‘You And Me’
- Band of Horses - ‘Cigarettes, Wedding Bands’
- Beastie Boys - ‘Gratitude’
- Beck - ‘Gamma Ray’
- Billy Idol - ‘Dancing With Myself’
- Billy Squier - ‘Lonely Is the Night’
- Blur - ‘Song 2’
- Bob Dylan - ‘All Along the Watchtower’
- Bon Jovi - ‘You Give Love a Bad Name’
- Brand New - ‘Sowing Season (Yeah)’
- The Bronx - ‘Six Days a Week’
- Bush - ‘Comedown’
- Children of Bodom - ‘Done With Everything, Die for Nothing’
- Coldplay - ‘In My Place’
- Darker My Love - ‘Blue Day’
- Darkest Hour - ‘Demon(s)’
- David Bowie - ‘Fame’
- Deep Purple - ‘Woman from Tokyo ('99 Remix)’
- The Derek Trucks Band - ‘Younk Funk’
- The Duke Spirit - ‘Send a Little Love Token’
- Duran Duran - ‘Hungry Like the Wolf’
- Eagles of Death Metal - ‘Wannabe in L.A.’
- Elliott Smith - ‘L.A.’
- Elton John - ‘Saturday Night's Alright for Fighting’
- Face to Face - ‘Disconnected’
- Garbage - ‘Only Happy When It Rains’
- Gorillaz - ‘Feel Good Inc.’
- Gov't Mule - ‘Streamline Woman’
- Grand Funk Railroad - ‘We're An American Band’
- Iggy Pop - ‘Lust for Life (Live)’
- Iron Maiden - ‘2 Minutes to Midnight’
- Jeff Beck - ‘Scatterbrain (Live)’
- John Mellencamp - ‘Hurts So Good’
- Kaiser Chiefs - ‘Never Miss a Beat’
- King Crimson - ‘21st Century Schizoid Man’
- Kings of Leon - ‘Sex on Fire’
- Kiss - ‘Shout It Out Loud’
- Love and Rockets - ‘Mirror People’
- My Morning Jacket - ‘One Big Holiday’
- Nirvana - ‘Lithium (Live)’
- No Doubt - ‘Ex-Girlfriend’
- Peter Frampton - ‘Do You Feel Like We Do? (Live)’
- The Police - ‘So Lonely’
- Public Enemy Featuring Zakk Wylde - ‘Bring the Noise 20XX’
- Queens of the Stone Age - ‘Make It Wit Chu’
- Rammstein – ‘Du Hast’
- The Rolling Stones - ‘Sympathy for the Devil’
- Rose Hill Drive - ‘Sneak Out’
- Rush - ‘The Spirit of Radio (Live)’
- Santana - ‘No One to Depend On (Live)’
- Scars on Broadway - ‘They Say’
- Screaming Trees - ‘Nearly Lost You’
- The Smashing Pumpkins - ‘Bullet with Butterfly Wings’
- Sonic Youth - ‘Incinerate’
- Spacehog - ‘In the Meantime’
- Sublime - ‘What I Got’
- Sunny Day Real Estate - ‘Seven’
- T. Rex - ‘20th Century Boy’
- The Sword - ‘Maiden, Mother & Crone’
- Thin Lizzy - ‘Jailbreak’
- Thrice - ‘Deadbolt’
- Tom Petty - ‘Runnin' Down a Dream’
- Tom Petty & The Heartbreakers - ‘American Girl’
- Vampire Weekend - ‘A-Punk’
- Weezer - ‘Why Bother?’
- The White Stripes - ‘Blue Orchid’
- Wild Cherry - ‘Play That Funky Music’
- Wolfmother - ‘Back Round’
- 3 Doors Down - ‘Kryptonite’
- Arctic Monkeys - ‘Brianstorm’
- Blink-182 - ‘The Rock Show’
- Dire Straits - ‘Sultans of Swing’
- Jimmy Eat World - ‘Bleed American’
- Johnny Cash - ‘Ring of Fire’
- Megadeth - ‘Sweating Bullets’
- Mötley Crüe - ‘Looks That Kill’
- Muse - ‘Plug in Baby’
- Nirvana - ‘Smells Like Teen Spirit’
- Queen & David Bowie - ‘Under Pressure’
- Stevie Wonder - ‘Superstition’
- The Killers - ‘All the Pretty Faces’
- The Raconteurs - ‘Steady As She Goes’
- TV on the Radio - ‘Wolf Like Me’

## Guitar Hero:Van Halen
Guitar Hero:Van Halen kwam uit op 22 december 2009, voor de Wii, Xbox 360 en PS3.
Songlijst Guitar Hero:Van Halen
- Come to Life - Alter Bridge
- White Wedding - Billy Idol
- First Date - blink-182
- Space Truckin - Deep Purple
- Best of You - Foo Fighters
- Double Vision - Foreigner
- Stacy's Mom - Fountains of Wayne
- Pain - Jimmy Eat World
- Painkiller - Judas Priest
- The End of Heartache - Killswitch Engage
- Rock and Roll is Dead - Lenny Kravitz
- I Want It All - Queen
- Sick, Sick, Sick - Queens of the Stone Age
- Master Exploder - Tenacious D
- Safe European Home - The Clash
- Pretty Fly for a White Guy - The Offspring
- Third Eye Blind - Semi-Charmed Life
- Dope Nose - Weezer
- The Takedown - Yellowcard

Van Halen
- "Ain't Talkin Bout Love"
- "And the Cradle Will Rock"
- "Atomic Punk"
- "Beautiful Girls"
- "Cathedral" (solo)
- "Dance the Night Away"
- "Eruption" (solo)
- "Everybody Wants Some"
- "Feel Your Love Tonight"
- "Hang 'Em High"
- "Hear About It Later"
- "Hot for Teacher"
- "Ice Cream Man"
- "I'm the One"
- "Jamie's Cryin"
- "Jump"
- "Little Guitars"
- "Loss of Control"
- "Mean Street"
- "Panama"
- "Pretty Woman"
- "Romeo Delight"
- "Runnin' with the Devil (Van Halen)"
- "So This Is Love"
- "Somebody Get Me a Doctor"
- "Spanish Fly" (solo)
- "Unchained"
- "You Really Got Me"

## Guitar Hero: Warriors of Rock
Guitar Hero: Warriors of Rock is op 24 september 2010 uitgebracht voor de Wii, PlayStation 3 en de Xbox 360. Bij Warriors of Rock is het net zo als bij Guitar Hero 5 mogelijk om 4 dezelfde instrumenten te gebruiken.
Songlijst Guitar Hero: Warriors of Rock
- A Perfect Circle - "The Outsider"
- Aerosmith - "Cryin'"
- AFI - "Dancing Through Sunday"
- Alice Cooper - "No More Mr. Nice Guy"
- Alter Bridge - "Ties That Bind"
- Anberlin - "The Feel Good Drag"
- Anthrax - "Indians"
- Arch Enemy - "Nemesis"
- Atreyu - "Ravenous"
- Avenged Sevenfold - "Bat Country"
- Bad Brains - "Re-Ignition (Live)"
- Band of Skulls - "I Know What I Am"
- Black Sabbath - "Children of the Grave"
- Blind Melon - "Tones of Home"
- Blue Öyster Cult - "Burnin' for You"
- Bush - "Machinehead"
- Buzzcocks - "What Do I Get?"
- Children of Bodom - "If You Want Peace... Prepare for War"
- Creedence Clearwater Revival - "Fortunate Son"
- The Cure - "Fascination Street"
- Deep Purple - "Burn"
- Def Leppard - "Pour Some Sugar on Me (Live)"
- Dethklok - "Bloodlines"
- The Dillinger Escape Plan - "Setting Fire to Sleeping Giants"
- Dire Straits - "Money for Nothing"
- DragonForce - "Fury of the Storm"
- Drowning Pool - "Bodies"
- Edgar Winter- "Free Ride"
- Fall Out Boy - "Dance, Dance"
- Five Finger Death Punch - "Hard to See"
- Flyleaf - "Again"
- Foo Fighters - "No Way Back"
- Foreigner - "Feels Like the First Time"
- George Thorogood and The Destroyers - "Move It on Over (Live)"
- The Hives - "Tick Tick Boom"
- Interpol - "Slow Hands"
- Jane's Addiction - "Been Caught Stealing"
- Jethro Tull - "Aqualung"
- John 5 - "Black Widow of La Porte"
- KISS - "Love Gun"
- Linkin Park - "Bleed It Out"
- Lynyrd Skynyrd - "Call Me the Breeze (Live)"
- Megadeth - "Sudden Death"
- Megadeth - "Holy Wars... The Punishment Due"
- Megadeth - "This Day We Fight!"
- Metallica & Ozzy Osbourne - "Paranoid (Live)"
- Muse - "Uprising"
- My Chemical Romance - "I'm Not Okay (I Promise)"
- Neil Young - "Rockin' in the Free World"
- Nickelback - "How You Remind Me"
- Night Ranger - "(You Can Still) Rock in America"
- Nine Inch Nails - "Wish"
- The Offspring - "Self Esteem"
- Orianthi - "Suffocated"
- Pantera - "I'm Broken"
- Phoenix - "Lasso"
- Poison (band) - "Unskinny Bop"
- Queen - "Bohemian Rhapsody"
- Queensrÿche - "Jet City Woman"
- Rammstein - "Waidmanns Heil"
- The Ramones - "Theme From Spiderman"
- Red Rider - "Lunatic Fringe"
- R.E.M. - "Losing My Religion"
- Rise Against - "Savior"
- The Rolling Stones - "Stray Cat Blues"
- The Runaways - "Cherry Bomb"
- Rush - "2112 Pt. 1 - Overture"
- Rush - "2112 Pt. 2 - The Temples of Syrinx"
- Rush - "2112 Pt. 3 - Discovery"
- Rush - "2112 Pt. 4 - Presentation"
- Rush - "2112 Pt. 5 - Oracle: The Dream"
- Rush - "2112 Pt. 6 - Soliloquy"
- Rush - "2112 Pt. 7 - Grand Finale"
- RX Bandits - "It's Only Another Parsec..."
- Silversun Pickups - "There's No Secrets This Year"
- Slash featuring Ian Astbury - "Ghost"
- Slayer - "Chemical Warfare"
- Slipknot - "Psychosocial"
- Snot - "Deadfall"
- Soundgarden - "Black Rain"
- Steve Vai - "Speeding" (Vault Version)
- Stone Temple Pilots - "Interstate Love Song"
- Strung Out - "Calling"
- Styx - "Renegade"
- Sum 41 - "Motivation"
- Tesla - "Modern Day Cowboy"
- Them Crooked Vultures - "Scumbag Blues"
- Third Eye Blind - "Graduate"
- Tom Petty & The Heartbreakers - "Listen to Her Heart"
- Twisted Sister - "We're Not Gonna Take It"
- The Vines - "Get Free"
- The White Stripes - "Seven Nation Army"
- ZZ Top - "Sharp Dressed Man (Live)"

## Trivia
- Het spel is opgenomen in het boek 1001 Video Games You Must Play Before You Die van Tony Mott.